# Johann Georg Kranzler
Johann Georg Kranzler (* 25. April 1794 in Tautendorf, Niederösterreich; † 21. Dezember 1866 in Berlin) war ein Konditor aus Österreich und Gründer des Café Kranzler in Berlin.

## Leben
Johann Georg Kranzler wurde in Tautendorf, einem Dorf unweit von Gars am Kamp im niederösterreichischen Waldviertel als Sohn des Ackerbürgers Johann Georg Kranzler geboren. Er heiratete 1826 in erster Ehe die Försterstochter Catherine Babette Freh (1804–1828), kurz nach ihrem Tod deren Schwester Johanne Freh, von der er sich 1833 scheiden ließ. Aus dieser zweiten Ehe stammt der Sohn Martin (1830–1869). 1840 folgte die Heirat mit Caroline Lorenz (1813–1846), aus der Sohn Alfred (1841–1911) hervorging. Beide Söhne erlernten ebenfalls den Konditorberuf. 1825 erwarb er das Berliner Bürgerrecht für 25 Reichstaler.

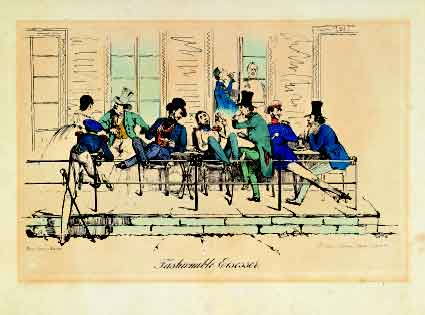
Lithografie Fashionable Eisesser von Ludwig Löffler, Stiftung Stadtmuseum Berlin, 1842

Kranzler ließ sich in Wien als Konditor ausbilden, lernte vermutlich beim Wiener Kongress den damaligen preußischen Kanzler Karl August von Hardenberg (1750–1822) kennen und kam 1816 als dessen persönlicher Koch nach Berlin. Bis zu dessen Tod arbeitete er für ihn auf dessen Gut. 1824 erwarb er das Berliner Bürgerrecht, eröffnete 1825 eine eigene Konditorei an der Ecke Friedrichstraße/Behrenstraße, die trotz der Konkurrenz der dort ansässigen Schweizer Zuckerbäcker erfolgreich lief. 1833 erwarb Kranzler das Haus „Unter den Linden Nr. 25“. Nach umfangreichen Renovierungsmaßnahmen eröffnete er im folgenden Jahr das „Café Kranzler“, dessen besonderer Anziehungspunkt im Sommer die Sonnenterrasse, die so genannte „Rampe“, war. Es war damals die erste Außenanlage eines Cafés in Berlin. Neben österreichischen Konditorei-Spezialitäten bot er russisches Eis an. 1852 wurde Kranzler königlich preußischer Hofkonditor und damit Hoflieferant.
Der Cafétier war auch ein herausragender Geschäftsmann, der schnell neue Trends erkannte und umsetzte. So besaß das Kranzler 1833 nicht nur Berlins erstes „Raucherzimmer“, sondern trotz polizeilichen Verbots auch die erste Caféterrasse. Damit bot das Kranzler optimale Rahmenbedingungen für Gäste, denen es, ganz dem Zeitgeist entsprechend, auf das „Sehen-und-gesehen-Werden“ ankam. Die Innenausstattung des ersten Cafés Kranzler in Berlin-Mitte wurde von August Stüler ausstaffiert. Man nannte das Cafe auch „Walhalla des Gardeleutnants“.

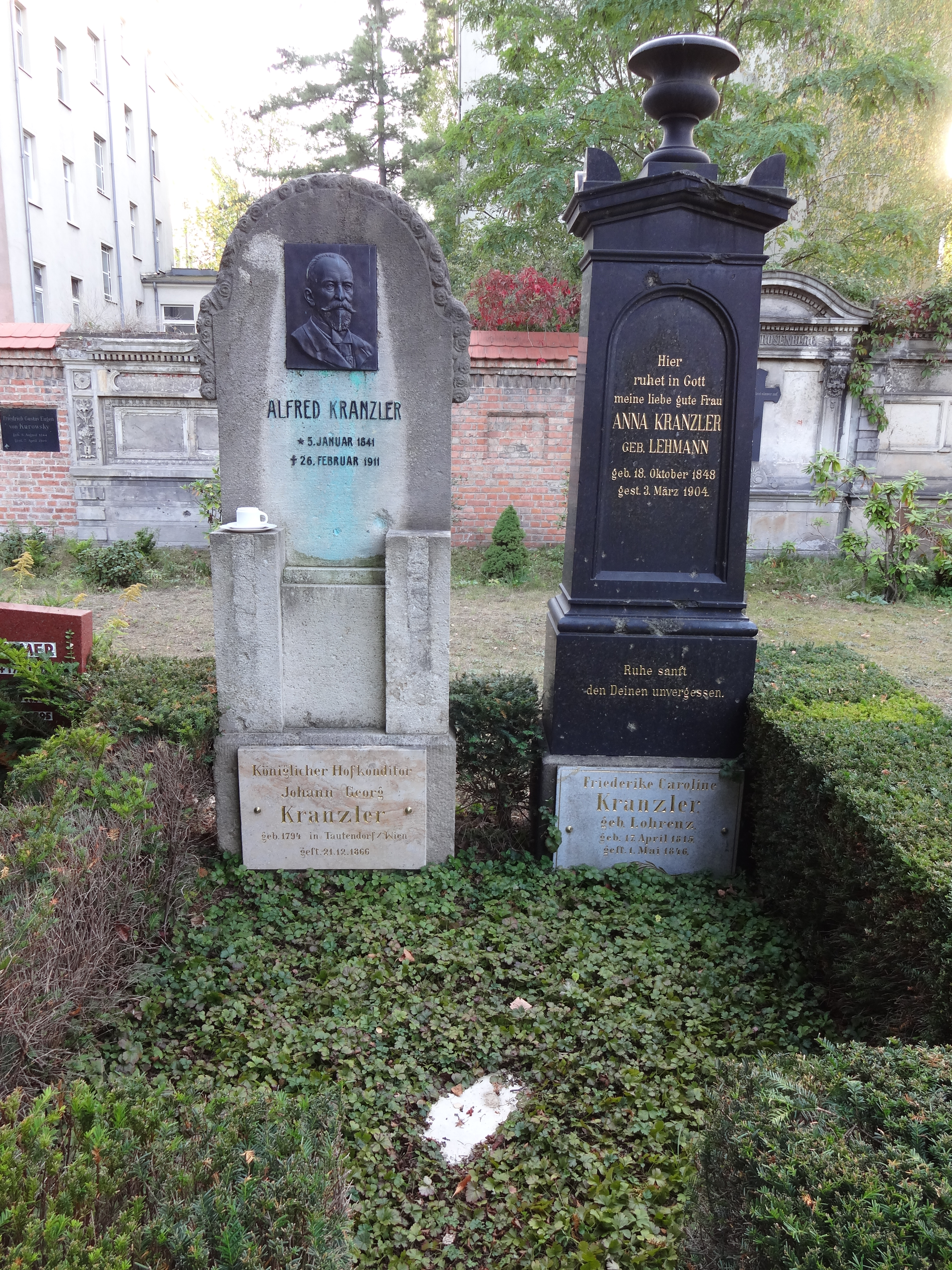
Grab von Alfred und Johann Georg Kranzler

Kranzler wurde 1852 zum Hofkonditor ernannt und starb 1866 hochgeehrt. Seine letzte Ruhe fand er auf dem Dorotheenstädtischen Friedhof II im Feld linke Wand G4. Dort wurde später auch sein Sohn Alfred Kranzler beigesetzt.
Nach seinem Tod wurde das von Schriftstellern (unter anderem Theodor Fontane) geschätzte Café Kranzler von seinen Söhnen weitergeführt, 1911 an die Berliner Hotelbetriebs Aktiengesellschaft verpachtet und 1923 von dieser übernommen.

## Vergewaltigungsvorwürfe
1836 wurde eine Bewohnerin des Armenviertels außerhalb der Akzisemauer vor dem Hamburger Tor wegen Kuppelei angezeigt, da sie Kranzler etliche junge Frauen, darunter Mädchen im Schulalter, zugeführt und dieser sie „zur Unzucht verführt“, das heißt mit ihnen geschlafen hatte. Zwei Mädchen berichteten auch, er habe sie mit Gewalt zum Beischlaf gezwungen; die Mutter eines der Mädchen schilderte den Armendeputierten, ihre Tochter habe „noch lange blaue Flecken an ihrem Leibe getragen“. Die Polizei- und Gerichtsakten zu dieser Angelegenheit sind nicht mehr vorhanden, so dass der Fall offenbar nur noch aus den Unterlagen der Armendirektion rekonstruierbar ist. Demnach wurde die Kupplerin zu neunmonatiger Strafarbeit verurteilt. Gegen Kranzler wurde dagegen keine Anklage erhoben, da die Mädchen ihre Behauptungen bei der gerichtlichen Vernehmung widerriefen bzw. die Familien angeblich auf die Strafverfolgung verzichteten (wenngleich wenigstens eine Mutter dies später bestritt); Notzucht war jedoch nach § 1060 des Allgemeinen Landrechts – sofern kein öffentliches Ärgernis erregt wurde – ein Antragsdelikt. Der Grund für den Verzicht auf Verfahren und Bestrafung war, dass Kranzler Abfindungen an die Familien gezahlt hatte, und zwar in unterschiedlicher und teilweise sehr erheblicher Höhe, was zu Neid und körperlich ausgetragenen Auseinandersetzungen unter den Bewohnern des Armenviertels führte.